# Les Silences du palais
Pour plus de détails, voir Fiche technique et Distribution.
Les Silences du palais (arabe : صمت القصور, soit Samt el qusur) est un film franco-tunisien réalisé par Moufida Tlatli et sorti en 1994.

## Synopsis
Une jeune femme, Alia, parcourt un palais en ruines dans la banlieue de Tunis et se souvient de ses quinze ans, lorsque sa mère, Khedija, était en ce même lieu une servante du bey. Alia découvrait alors deux mondes : celui des maîtres, les nantis, et celui des servantes, les corvéables, etc.

## Fiche technique
- Réalisation et scénario : Moufida Tlatli
- Adaptation et dialogues : Nouri Bouzid
- Musique : Anouar Brahem
- Montage : Moufida Tlatli
- Photographie : Youssef Ben Youssef
- Décors : Claude Bennys
- Production : Ahmed Bahaeddine Attia et Richard Magnien
- Pays d'origine :  Tunisie -  France
- Langues originales : arabe et plus secondairement français
- Format : couleur
- Genre : drame
- Dates de sortie :
  - France : 7 septembre 1994

## Distribution
- Hend Sabri : Alia adolescente
- Ghalya Lacroix : Alia adulte
- Amel Hedhili : Khedija, la mère d'Alia
- Kamel Fazaa : Sidi Ali
- Nejia Ouerghi : Khalti Hadda
- Sabah Bouzouita : Schema, une servante
- Sonia Meddeb : Jneina, la femme de Sidi Ali
- Hélène Catzaras : Fella, une servante
- Fatma Ben Saïdane	: Mroubia
- Michket Krifa : Memia
- Hichem Rostom : Si Bechir
- Kamel Touati : Houssine, un serviteur
- Zahira Ben Ammar : Habiba
- Hatem Berrabeh : Salim, le fils de Sidi Ali
- Sami Bouajila : Lotfi
- Bechir Feni : le bey
- Khedija Ben Othman : Sarra, la fille de Sidi Ali
- Christian Chartain : l'ami de Houssine

## Critique
Au moment d'une diffusion télévisée en 1995, Bernard Génin écrit dans Télérama : 
« Quand j'étais enfant, explique Moufida Tlatli, on appelait la femme tunisienne « la colonisée du colonisé ». C'est en pensant à ma mère (NDLR : à qui le film est dédié), et au non-dit qui a régné durant toute sa vie, que j'ai écrit ce scénario. Patiemment, minutieusement, obstinément, la cinéaste reconstitue un cérémonial. Chaque soir, ce sont les mêmes gestes de soumission, les mêmes allées et venues entre les cuisines, pleines de vie, et les étages, où l'on ne fait que paraître. La mise en scène privilégie alors visages et regards, dans un décor fastueux et décadent. Regards douloureux des servantes, courbées sous la fatalité ; regards de convoitise des princes sur la beauté d'Alia ; regards inquiets de Khedija sur sa fille, dont elle pressent la destinée... On l'a compris : derrière cette dénonciation des conditions de vie de ses ancêtres, Moufida Tlatli parle en fait du présent. Et ce qu'elle remet en cause, c'est le silence qui, aujourd'hui encore, étouffe la femme tunisienne. »

## Distinctions
- Festival de Cannes 1994 : mention spéciale du jury de la Caméra d'or
- Festival international du film de Toronto 1994 : Prix FIPRESCI
- Journées cinématographiques de Carthage 1994 : Tanit d'or
- Festival du cinéma d'Afrique, d'Asie et d'Amérique latine de Milan 1995 : Prix du meilleur long métrage
- Festival international du film d'Istanbul 1994 : Tulipe d'or